# Aranykorona vendéglő (Solymár)
Az Aranykorona vendéglő a Pest vármegyei Solymár egyik vendéglátóhelye, egyben a nagyközség leghosszabb ideje, változatlan néven és funkcióval működő étterme. A település sporttelepének közvetlen szomszédságában található, a főváros felől Pilisszentivánra vezető út mentén.

## Története

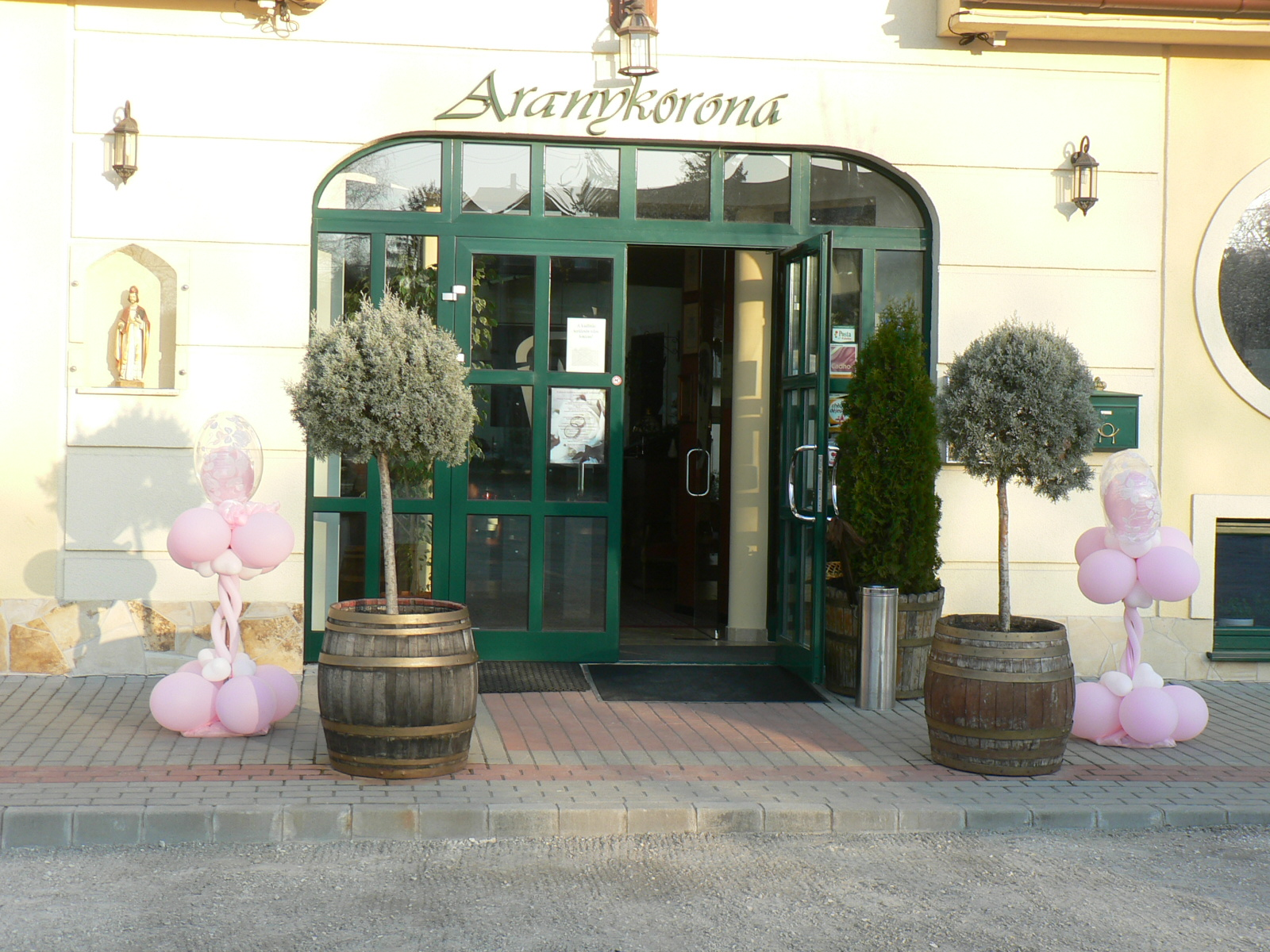
Az Aranykorona bejárata

Solymár idegenforgalmi fejlesztéseinek hosszú időn keresztül gátat vetett, hogy a német nemzetiségű lakosság többségének 1946-os kitelepítése után nem maradt a településen olyan vendéglő, ahol egy átutazó is megfelelő ellátásban részesülhetett volna, vagy jelentősebb létszámú vendég elhelyezésére és ellátására lett volna lehetőség. Ezt felismerve a község vezetése már az 1960-as években, a sporttelep kialakítása, illetve a közelében létesíteni kívánt új lakótelep kitűzése idején megszerzett – ingatlancsere útján – egy nagyobb méretű, jó fekvésű ingatlant a pilisszentiváni országút mentén, azzal a céllal, hogy ott a későbbiekben egy új étterem jöhessen létre. Építkezésre azonban már nem jutott pénze sem a településnek, sem a helyi termelőszövetkezetnek, csak kocsma építésére lett volna vállalkozó, amihez viszont a községi tanács nem volt hajlandó hozzájárulni.
A továbblépésre 1981-ben nyílt lehetőség, amikor Moldován István helyi lakos – aki korábban már a budapesti Hilton szálloda konyháján is dolgozott, abban az időben pedig Szentendre legnagyobb, autósmozival is rendelkező vendéglőjét vezette – bejelentette, hogy egy minden igényt kielégítő éttermet kíván építeni Solymár területén, és ehhez kérte a faluvezetés segítségét. A községi tanács kapott az alkalmon, és felajánlotta megvételre a vállalkozónak az e célra lefoglalt, akkor már több mint tíz éve parlagon várakozó területet. Az ügylet gyorsan lezajlott, és Moldován István 1984. április 21-én meg is nyitotta az új – már akkor is több mint 100 fő befogadására és ellátására alkalmas – vendéglátóhelyet, Aranykorona vendéglő néven, az akkori Magyarország egyik első, magántulajdonban lévő vendéglátóipari egységeként.
A vendéglő épülete a kezdeti időszakban földszintes építmény volt, melyben az éttermi rész 60 fő, a terasz pedig 15 fő kiszolgálására volt alkalmas, a presszó befogadóképessége ugyancsak 15, míg a borozóé 20 fő volt; üzemeltetésében az alapító házaspáron felül 2-2 szakács és felszolgáló, valamint 1-1 konyhalány és pultos vett részt. Az első átépítésre 1990-ben került sor, ekkor az addigi teraszt zárt teremként a meglévő étteremrészhez csatolták, ami így közel 80 fő befogadására lett alkalmas, míg az épület mellett egy új, 25 fős, fedett nyári teraszt képeztek ki. 1997-ben újabb bővítés következett, a növekvő igényekhez alkalmazkodva, ekkor a második teraszt is az étteremészhez csatolják, kandallóval ellátott üveg télikertként. A családi vállalkozás egyben (1998. január 1.-től) kft-vé alakult, melynek akkor már tagja volt a tulajdonos házaspár két gyermeke is, mindketten szakképzett munkaerőként.
A 2000-es évek eleje további bővülést hozott: előbb a személyzet létszáma nőtt – 2003-tól 12, majd 2006-tól 16 főre, de párhuzamosan a tulajdonosok az ingatlan területét is megnövelték mintegy 300 négyzetméterrel, annak érdekében, hogy az épület további bővítésére is lehetőség legyen. Az eddigi utolsó, ám mind közül a legnagyobb volumenű átépítésre 2006. októbere és 2007. decembere között került sor, ennek eredményeként az épület emeletráépítést és impozáns saroktornyokat is kapott, a belső térben pedig tárgyalóterem, konferenciaterem, kávézó-reggeliző, új terasz és kerthelyiség, illetve hotelszobák létesültek.

## A vendéglő jelene

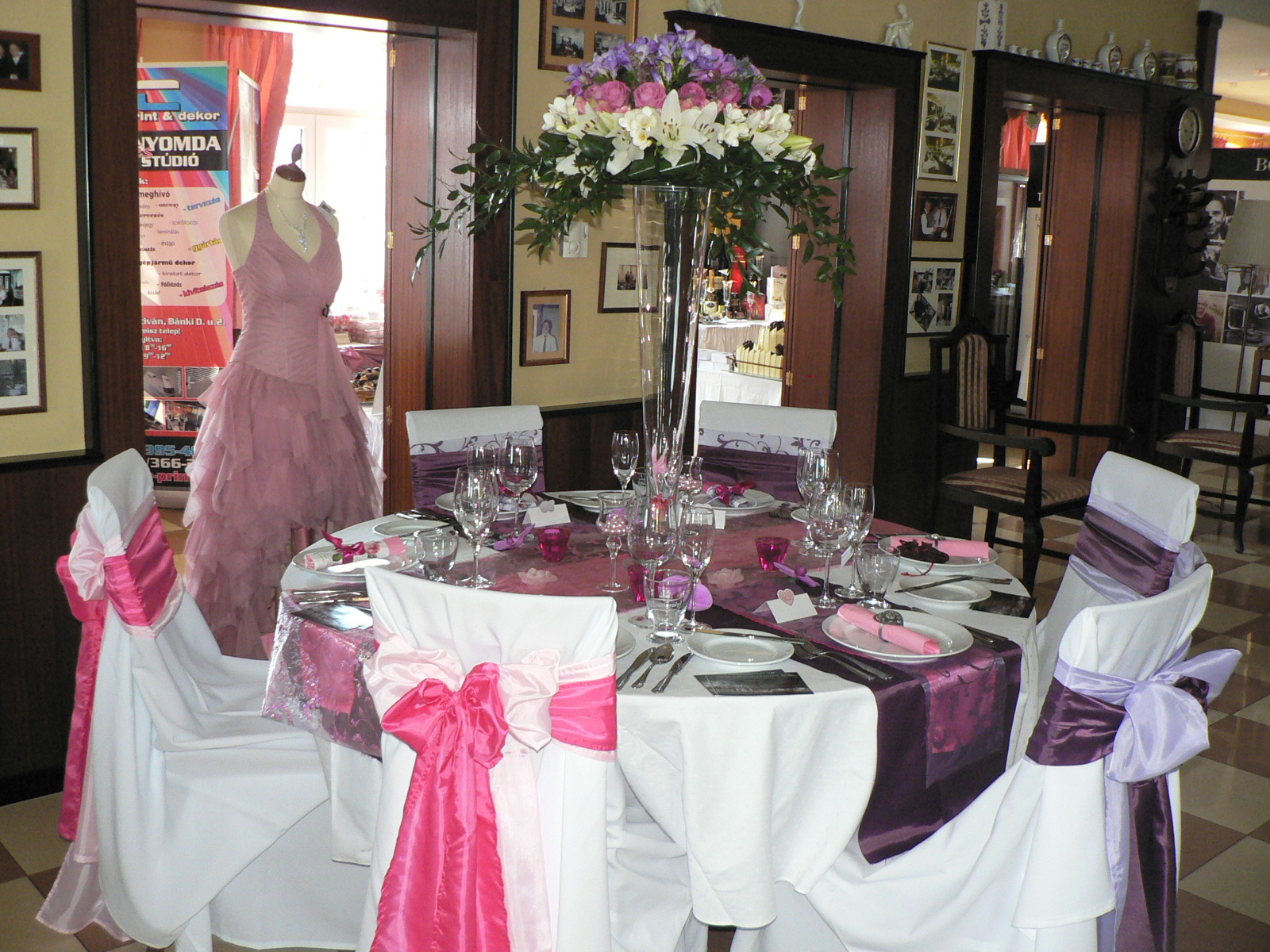
Esküvői kiállítás az Aranykorona vendéglőben 2013-ban

Az épülettömb a mai kinézetét a 2006-2007 között elvégzett bővítés eredményeként nyerte el, jelenleg a vendéglő emeleti részén szálloda is működik, egy-, illetve kétágyas – hangszigetelt, légkondicionált és só alapú, antiallergén szigeteléssel ellátott – szobákkal. Az épület keleti oldalán egy megközelítőleg kézilabdapálya méretű – biztonsági kamerával felszerelt – szabad terület is található, amely alkalmas legalább 35-40 gépkocsi kényelmes parkolására, vagy rendezvénysátor felállítására.
A vendéglő befogadóképessége jelenleg mintegy 180 fő, ezen belül a nagyteremben 50 fő, a kisteremben 30(-36) fő, a kávézóban 26 fő, a télikertben 30 fő, a teraszon 40 fő, a bárpult mellett pedig 6 fő foglalhat helyet.

## Ételek
Az Aranykorona alapvetően a nemzetközi és a magyar konyha házias ízeit kínálja vendégeinek, de honlapjuk ajánlása szerint törekszenek az egyedi kívánságok teljesítésére is.